# Steinmühle (Oberviechtach)
Steinmühle ist ein Ortsteil der Stadt Oberviechtach im Oberpfälzer Landkreis Schwandorf in Bayern.

## Geographische Lage
Die Einöde Steinmühle liegt westlich der Ostmarkstraße und südlich der Staatsstraße 2159 im Steinbachtal.

## Geschichte
Zum Stichtag 23. März 1913 (Osterfest) wurde Steinmühle als Teil der Pfarrei Oberviechtach mit einem Haus und sieben Einwohnern aufgeführt.
Steinmühle gehörte am 31. Dezember 1969 zur Gemeinde Obermurach.
Am 31. Dezember 1990 hatte Steinmühle sechs Einwohner und gehörte zur Pfarrei Oberviechtach.